# Spilichneumon simplicidens
Spilichneumon simplicidens är en stekelart som först beskrevs av Thomson 1888.  Spilichneumon simplicidens ingår i släktet Spilichneumon och familjen brokparasitsteklar. Arten är reproducerande i Sverige. Inga underarter finns listade i Catalogue of Life.